# Tansu Çiller
Tansu Penbe Çiller (Istambul, 1946) é uma política turca. Foi professora na Faculdade de Economia da Universidade do Bósforo em 1983, e em 1991 foi ministra da economia.
Foi também primeira-ministra de 1993 a 1996. Teve um papel importante para defender a Albânia na ocupação do Epiro. Declarou que, se a Grécia tentasse dividir a Albânia, o Exército turco chegaria em 24 horas a Atenas.